# Segueix respirant
Segueix respirant (originalment en anglès, Keep Breathing) és una sèrie limitada de drama de supervivència creada per Martin Gero i Brendan Gall per a Netflix. La sèrie consta de sis episodis i es va estrenar el 28 de juliol de 2022, amb els subtítols en català.
Warner Bros. Television Studios la produeix. Maggie Kiley s'hi va unir com a productora executiva i directora dels tres primers episodis el juny de 2021.
El juny de 2021, Melissa Barrera havia de protagonitzar la sèrie. Jeff Wilbusch s'hi va afegir com a estrella convidada recurrent un mes després. El mateix mes es van incorporar com a protagonistes Florencia Lozano i Juan Pablo Espinosa. Austin Stowell es va unir al repartiment el setembre de 2021.
El rodatge va començar el 28 de juny de 2021 a Vancouver i es va acabar el 20 de setembre de 2021.

## Premissa
Quan un petit avió s'estavella al mig del bosc canadenc, una dona solitària ha de lluitar per a la seva supervivència .

## Repartiment i personatges
- Melissa Barrera com a Liv: advocada de professió i única supervivent de l'accident busca recursos per a sobreviure enmig de la natura més remota i salvatge de Canadà
- Jeff Wilbusch com a Danny, interès amoròs de Liv
- Florencia Lozano com la mare de Liv
- Juan Pablo Espinosa com el pare de Liv
- Austin Stowell com a Sam, un copilot que deixa volar a la Liv amb ells.

## Episodis
| Núm. | Títol                | Direcció          | Guió                                                                    | Data d'estrena original |
| ---- | -------------------- | ----------------- | ----------------------------------------------------------------------- | ----------------------- |
| 1    | «Arrivals»           | Maggie Kiley      | Brendan Gall i Martin Gero                                              | 28 de juliol de 2022    |
| 2    | «Fire & Water»       | Maggie Kiley      | Teleplay: Brendan Gall Història: Martin Gero i Brendan Gall             | 28 de juliol de 2022    |
| 3    | «Hierarchy of Needs» | Maggie Kiley      | Teleplay: Brendan Gall Història: Brendan Gall i Martin Gero             | 28 de juliol de 2022    |
| 4    | «Departures»         | Rebecca Rodriguez | Teleplay: Iturri Sosa Història: Martin Gero, Brendan Gall & Iturri Sosa | 28 de juliol de 2022    |
| 5    | «Awake & Dreaming»   | Rebecca Rodriguez | Teleplay: Brendan Gall Història: Brendan Gall i Martin Gero             | 28 de juliol de 2022    |
| 6    | «You Are Home»       | Rebecca Rodriguez | Teleplay: Brendan Gall Història: Martin Gero i Brendan Gall             | 28 de juliol de 2022    |